# Festival de Bayreuth
El Festival de Bayreuth (en alemany, Bayreuther Festspiele; (literalment, festivals de Bayreuth), és un festival que se celebra anualment a la ciutat de Bayreuth, Alemanya. Va tenir lloc per primer cop l'any 1876 i des de l'any 1951 té lloc anualment sense interrupció (tret de l'any 2020). Està dedicat a la representació del conegut com a Cànon de Bayreuth, que inclou 10 de les 13 òperes del compositor alemany Richard Wagner.
Les representacions tenen lloc en un teatre dissenyat per Wagner per al festival d'acord amb les seves idees estètiques i socials, el Festspielhaus de Bayreuth.
La direcció artística del festival sempre ha estat a càrrec d'un membre de la família Wagner. Primer el mateix Richard Wagner (1876-1882), la seva dona, Cosima (1883-1906); el seu fill, Siegfried (1908-1930); la seva nora, Winifred (1931-1944); els seus nets Wieland i Wolfgang Wagner (junts entre 1951 i 1966 i amb Wolfgang indivualment després de la mort del seu germà entre 1967 i 2008). Després de la mort de Wolfgang, la seva filla Eva Wagner-Pasquier va dirigir el festival juntament amb la seva germanastra Katharina Wagner entre 2009 i 2015 després d'una gran disputa familiar. Des de l'any 2016, Katharina Wagner dirigeix el festival en solitari.

## Orígens
Cal cercar els orígens del festival de Bayreuth en la intenció de Wagner de tenir un teatre on poder portar a terme la seva concepció de l'òpera com a Gesamtkunstwerk (obra d'art total), en què conflueixen totes les disciplines artístiques: la música, el cant, el teatre i les arts visuals. Aquesta estètica va ser portada a l'extrem en la tetralogia Der Ring des Nibelungen (L'anell del nibelung), l'obra més ambiciosa de tota la producció wagneriana.
Wagner va començar a covar la idea del festival l'any 1850, quan es trobava immers en la redacció del llibret de la tetralogia. En una carta de l'any 1850, Wagner descriu la seva idea per a la representació de l'obra.
"M'estic plantejant de debò de posar-li música a Siegfried, però no puc suportar la idea de d'abandonar-lo a la sort de representar-lo al primer teatre que s'hi ofereixi. Tot el contrari, estic valorant una idea temerària [...]. Això seria fer un teatre seguint les meves indicacions tot de fusta i fer venir els millors cantants i organitzar tot el que calgués per aquesta ocasió especial, per tal que pogués estar segur que és una representació excel·lent de l'òpera."
Carta de Wagner a Ernst Benedikt Kietz. 14 de setembre de 1850
L'empitjorament de la relació amb qui fins aleshores i des de mitjans de la dècada de 1860 havia estat el seu meces, Lluís II de Baviera, va comportar que Wagner decidís abandonar la idea de celebrar el festival a Múnic. L'abril de 1870, Wagner i la seva dona, Cosima, van visitar Bayreuth convidats per l'aleshores alcalde, Theodor von Muncker, que coneixia el projecte del músic. Wagner va trobar inadequat el teatre d'òpera que ja hi havia a la ciutat i va considerar portar el festival a una altra ciutat. Les autoritats municipals van insistir en la idea de celebrar el festival a Bayreuth i van oferir-li a Wagner uns terrenys a la part nord de la ciutat per a construir-hi el teatre. El mes de febrer de 1872 va tenir lloc la primera reunió de la junta de construcció del teatre, presidida pel banquer Friedrich Feustel, qui faria una contribució monetària molt important.

El 22 de maig de 1872, dia en què Wagner feia 59 anys, es va col·locar la primera pedra del teatre dissenyat per Otto Brückwald. Després de la cerimònia als terrenys del teatre, Wagner va dirigir la Novena Simfonia de Ludwig van Beethoven al teatre dels Marcgravis.
"Amics meus i estimats mecenes! Gràcies a tots vosaltres em trobo avui en un lloc que cap artista mai no havia ocupat abans meu. Creieu en la meva promesa de fornir als alemanys un teatre propi, i m'heu donat els mitjans per alçar-lo."
Fragment del discurs de Wagner en la cerimònia de col·locació de la primera pedra del teatre del festival. 22 de maig de 1872.
Per tal de finançar el projecte de construcció del teatre i el primer festival, s'establí un patronat sota la presidència de la comtessa Marie von Schleinitz, que era amiga de la dona de wagner, per sufragar els 300.000 tàlers pressupostats. S'emeteren participacions individuals per valor de 300 tàlers cadascuna que donaven dret a una localitat en cadascun dels tres cicles de l'anell que es previen pel primer festival. A banda del patronat de Bayreuth, a Alemanya es van fundar diferents associacions wagnerianes pensades per ajudar amb el finançament. Malgrat tot, a primers de l'any 1873 només s'havien emès 340 participacions. L'agost de 1873 es va celebrar que al Festspielhaus s'havien cobert aigües tot i no tenir els diners assegurats. A començaments de 1874 el patronat es va quedar sense fons i les obres s'hagueren d'aturar. En aquell moment Lluís II va fer una contribució final de 100.000 tàlers que va treure de les seves arques personals per tal d'acabar les obres de l'edifici.

## Els primers anys
Des de la seva inauguració el 1876, el festival de Bayreuth es va convertir en tot un esdeveniment sociocultural. Van assistir al festival caps d'estat com el Kaiser Guillem I, Pere II del Brasil, Lluís II (en secret, probablement per evitar el kaiser) i membres de la noblesa, a més del filòsof Friedrich Nietzsche; i grans compositors contemporanis del seu director com Anton Bruckner, Edvard Grieg, Piotr Ilitx Txaikovski i Franz Liszt.
En el terreny artístic, el festival va ser un èxit rotund. «El que s'ha esdevingut a Bayreuth és una cosa que els nostres nets i els seus fills continuaran recordant» segons va escriure Txaikovski en qualitat de corresponsal rus. Tanmateix l'aspecte financer era desastrós, i el festival no va començar a obtenir beneficis fins i tot bastants anys després de la seva inauguració. Wagner es va veure obligat a celebrar el festival un segon any consecutiu i va viatjar a Londres per dirigir una sèrie de concerts tractant de pal·liar el dèficit. Malgrat els seus problemes econòmics el festival en els seus primers anys, el festival va poder continuar celebrant-se gràcies a subvencions estatals i donacions d'influents wagnerians, inclòs Lluís II.
Des dels seus començaments, el festival va atreure els solistes més prestigiosos i directors, que en moltes ocasions van prestar els seus serveis de manera gratuïta. Entre aquests hi havia Hans Ritcher, que va dirigir el primer cicle de l'Anell el 1876. Un altre va ser Hermann Levi, personalment elegit per Wagner per dirigir el debut de Parsifal em 1882. Levi, fill d'un rabí, es va convertir en el principal director del festival les següents dues dècades. Felix Mottl, que participà a Bayreuth de 1876 a 1901, va dirigir Tristany i Isolda el 1886.
Fins a la dècada de 1920, les representacions del festival s'executaven estrictament d'acord amb la tradició establerta sota el mecenatge de Lluís II. No es va suprimir ni una nota de les llargues òperes wagnerianes. Wagner solia insistir a utilitzar animals vius a l'escenari a les parts de les seves òperes que els esmentaven, tradició, que va continuar la seva esposa Cosima Wagner. D'aquesta manera, el públic va veure desfilar per l'escenari els ramats d'ovelles de Fricka, els corbs de Wotan i l'os i la granota del Sigfrid. Les filles del Rin oscil·laven per l'aire, mentre Wagner dirigia, gràcies a uns cables camuflats com a "aigües" blau-verdoses que queien del sostre del muntatge.

## El festival durant el Tercer Reich
En la dècada de 1920, Winifred Wagner (que va dirigir el festival després de la mort del seu marit Siegrfried el 1930) es va convertir en seguidora i amiga propera d'Adolf Hitler. Gràcies a aquesta amistat, el festival va mantenir la seva independència artística durant el Tercer Reich, mentre que altres teatres van ser políticament instrumentalitzats. Irònicament, Hitler assití a representacions que incloïen cantants jueus i estrangers, molt després que se'ls prohibís actuar a tots els teatres germànics. La influència de Winifred va servir fins i tot perquè Hitler escrigués al director antifeixista italià Arturo Toscanini, perquè dirigís en el festival; Tosacanini, per descomptat, va rebutjar. De 1933 a 1942 el director va ser gairebé sempre Karl Elmendorff.
Precisament durant el Tercer Reich el festival va trencar amb la tradició per primera vegada, abandonant les deteriorades composicions del segle xix ideades per Wagner. Hi va haver moltes protestes, també de prestigiosos directors com Toscanini i Richard Strauss i de familiars del mateix Richard Wagner. Per a molts, qualsevol canvi era una profanació de l'herència deixada pel mestre. Malgrat tot, Hitler va aprovar els canvis, facilitant el camí de posteriors innovacions que es donarien en les següents dècades.
Durant la guerra, el control del festival va passar al partit nazi, que va continuar programant òperes, destinades a distreure als soldats ferits en el front. Els soldats es veien obligats a escoltar conferències prèvies a les representacions, i molts trobaven avorrit el festival. A causa de la seva condició d'"hostes del Führer", no hi va haver queixes.

## El Nou Bayreuth
Els bombardeigs aliats van destruir al voltant de dos terços de Bayreuth, encara que afortunadament el teatre va quedar intacte. En acabar la guerra, Winifred Wagner es va veure obligada a deixar la direcció del festival acusada de col·laboracionisme amb el partit i el règim nazi. Els actius del festival de Bayreuth i la seva direcció van recaure en els seus dos fills, Wolfang i Wieland. Les representacions es van reprendre el 1951 després d'un període en què va servir de teatre per a soldats nord-americans.
Sota la direcció de Wieland Wagner, el "Nou Bayreuth" es va embolicar en una nova era, revolucionària en molts aspectes. Van quedar enrere tots els decorats elaborats naturalistes, que van deixar pas a nous muntatges de tall minimalista. En comparació, els canvis d'entreguerres semblaven insípids i convencionals. Per primera vegada en la seva història, el públic va esbroncar en finalitzar les representacions. Wieland va ser especialment criticada per la producció dels Mestres Cantaires de 1956. Molts crítics conservadors ho van veure com una humiliació a la sacra tradició germànica.
Wieland defensava els canvis com un intent de crear un "escenari invisible" que permetria a l'audiència experimentar tots els aspectes psico-socials del drama sense les distraccions dels decorats elaborats. També s'ha especulat que despullant les obres de Wagner dels seus elements històrics i germànics, Wieland intentava distanciar el festival del seu passat nacionalista i crear noves produccions amb un atractiu universal. Amb el temps, molts crítics van arribar a apreciar la bellesa única de les reinterpretacions que Wieland va fer de les obres del seu avi.
Les innovacions de Wieland van donar lloc a comparacions amb què en el seu dia va introduir Wolfang, que van ser unànimament ratllades de poc inspirades per la crítica. Si les de Wieland eren radicals, les de Wolfang eren "regressives". Encara que minimalista en principi, els muntatges de Wieland van ressuscitar molts dels elements romàntics i naturalistes de les produccions pretèrites. Així, la prematura mort de Wieland el 1966, en va deixar molts amb dubtes sobre el futur del festival. Es va començar a qüestionar l'hegemonia de Bayreuth sobre la resta d'òperes alemanyes, i es va arribar a suggerir que es traslladessin produccions noves i més interessants a altres ciutats.
El 1973, superat per aclaparadors crítiques i disputes familiars, el festival i els seus actius van ser transferits a una de nou creada Fundació Richard Wagner, el consell de direcció de la qual incloïa membres de la família Wagner a més d'altres nomenats per l'estat. Wolfgang Wagner va conservar la presidència de l'administració, la seva idoneïtat per al càrrec mai no ha estat qüestionada.

## El taller de Bayreuth
Mentre Wolfgang Wagner continuava administrant el festival, a començaments dels setanta, la producció de les obres va passar a les mans d'una sèrie de nous directors, que Wolfgang va batejar Werkstat Bayreuth (El taller de Bayreuth). La idea era convertir el festival en un laboratori d'òpera, donant l'oportunitat als directors d'experimentar amb nous mètodes de representació. El canvi va venir imposat per la necessitat, ja que era impossible per a Wolfgang administrar i dirigir el Festival simultàniament. A més, era una oportunitat per renovar-se amb cada producció, en lloc de seguir representant les mateixes òperes a la manera tradicional any rere any. Ingmar Bergman, que va produir una versió sueca del clàssic de Mozart, La flauta màgica, va rebutjar una invitació per dirigir el festival.
La producció més reeixida del Werkstat Bayreuth va ser el Cicle centenari de l'Anell, sota la direcció del francès Patrice Chereau. Chereau va utilitzar un muntatge del segle xix renovat, seguint la interpretació de George Bernard Shaw, que veia l'Anell com una obra de caràcter social sobre l'explotació de la classe obrera pels rics capitalistes del segle xix. L'audiència es va veure dividida entre aquells que van considerar l'obra una ofensa i aquells que la van considerar com el millor cicle de l'Anell mai no produït. La polèmica no tenia precedents en la història del festival. Les actuacions al contrari, van ser aclamades com una de les millors mai no vistes en la història de l'òpera.
Altres grans directors que van participar en el Werkstat Bayreuth van ser Jean-Claude Ponnelle, Sir Peter Hall, de la Royal Shakespeare Company i la parella formada per Goetz Friedrich i Harry Kupfer, ambdós de l'Opera Estatal de Berlín, a l'antiga RDA. Finalment, la decisió de Wolfgang de rejovenir Bayreuth amb directors experimentals ha restablert sens dubte la reputació del festival com el líder mundial en l'òpera wagneriana.

## Bayreuth en el segle XXI
El Festival segueix sota la direcció de Wolfgang Wagner, que no hi renuncia malgrat el suport dels 21 membres del Consell de directors cap a la seva primogènita Eva Wagner-Pasquier. Wagner planeja traspassar la direcció a la seva segona filla i a la seva segona dona, Gudrun.
Malgrat les lluites internes pel seu control, el festival continua atraient milers de visitants cada estiu. La demanda, d'unes 500.000 peticions, supera amb escreix a l'oferta (58.000 entrades); el temps d'espera és d'entre 5 i 10 anys, amb certes excepcions per a donants del Festival, patrons famosos del mateix i entusiastes wagnerians.
La producció de l'Anell es renova cada 5-7 anys, seguida d'un any en què no es representa. Els anys en què representa l'Anell, ho fa acompanyada d'altres òperes. L'última producció de la tetralogia es va estrenar el 2006, obra de Tankred Dorst.

## Altres enllaços
- Bayreuth Festival (alemany)(anglès)
- Minnie Saltzmann-Stevens